# Pongaroa (rivière)
La rivière Pongaroa  ( anglais : Pongaroa River)  est un cours d’eau du sud de la région de Hawke's Bay dans l’Île du Nord de la Nouvelle-Zélande. 

## Géographie
Elle s’écoule vers le sud-est à partir de la chaîne  de «Puketoi Range» à l’ouest de la ville de Pahiatua, atteignant la rivière  Owahanga à 15 kilomètres du déversement de celle ci dans l’Océan Pacifique.